# برايان مانينغ ديلاني
برايان مانينغ ديلاني (بالإنجليزية: Brian Manning Delaney)‏ هو فيلسوف أمريكي، ولد في 1965.